# Любче (Ковельский район)
Любче (укр. Любче) — село в Ковельской городской общине Ковельского района Волынской области Украины.
Код КОАТУУ — 0722182809. Население по переписи 2001 года составляет 58 человек. Почтовый индекс — 45021. Телефонный код — 3352. Занимает площадь 0,27 км².